# Lala (langue océanienne)
Pour les articles homonymes, voir Lala.
Le lala est une langue océanienne, du groupe de langues de la pointe papoue, parlée en Papouasie-Nouvelle-Guinée dans la péninsule de Papouasie (en).